# 달리는 조사관
《달리는 조사관》은 2019년 9월 18일부터 2019년 10월 31일까지 OCN에서 방영된 수목 드라마이다. 동명의 소설이 원작이다.

## 줄거리
평범한 인권증진위원회 조사관들이 그 누구도 도와주지 못했던 억울한 사연을 가진 사람들을 위해 싸워나가는 사람 공감 통쾌극을 다룬 드라마

## 등장 인물

### 주요 인물
- 이요원 : 한윤서 역 - 국가인권증진위원회 총괄조사과 인권위 조사관
- 최귀화 : 배홍태 역 - 서울중앙지검에서 파견된 조사관

### 국가인권증진위원회
- 장현성 : 김현석 역 - 총괄조사과 과장. 한윤서와 배홍태의 팀장
- 오미희 : 안경숙 역 - 위원장
- 김주영 : 부지훈 역 - 인권위 사무관. 윤서의 대학 후배
- 이주우 : 이달숙 역 - 짧은 단발머리를 한, 뼈 때리게 솔직하고 통통 튀는 인권위 신입 조사관

### 그 외 인물
- 박정언 : 다큐멘터리 나레이션 목소리(7~8회)
- 심지호 : 오태문 역 - 대형로펌 '썬 앤 문'의 대형 로펌 변호사. 홍태의 연수원 동기
- 장혁진 : 장동석 역 - 광호의 후배. 윤진의 조력자
- 김뢰하 : 한광호 역 - 윤서와 윤진의 아버지. 동석의 선배
- 이강우 : 최철수 역 - 연쇄 살인범
- 오재균 : 진정남 역
- 박보경 : 진정녀 역
- 김한
- 신재훈 : 조성준기자 역
- 박윤희
- 함유운
- 박세현 : 민정아 역 - 아동복지시설시설 '늘푸름원' 원생
- 전유림 : 최소연 역 - 아동복지시설시설 '늘푸름원' 원생
- 박하은 : 초등학생 역 - 아동복지시설시설 '늘푸름원' 원생
- 송영재 : 송영제 역 - 아동복지시설시설 '늘푸름원' 원장
- 손진환 : 김진환 역 - '늘푸름원'을 후원하는 성일정신병원 원장
- 황재희 : 소지혜 역 - 태운노조 정책국 조합원
- 김필
- 조수민 : 한윤진 역 - 윤서의 동생
- 최종남
- 임일규 : 이은율 역 - 태운노조 정책국 국장
- 조선묵 : 최종복 역 - 다산시장. 유력 대권 후보
- 심훈기
- 장원혁 : 이선호 역
- 스잘김 : 나뎃 쿠미야 역 - 소오소관 주인 살해사건 용의자
- 내쉬 안 : 사와디 쿠미야 역 - 나뎃의 형
- 장정연 : 지순구 역 - 경계선 지능장애자. 소오소관 주인 살해사건 공동정범
- 한규원 : 윤주강 역 - 지순구·나뎃을 수사하는 경찰, 경위
- 김구택 : 연주석 역 - 남천아파트 살인사건의 용의자
- 지대한 : 박기수 역 - 일명 ‘법꾸라지’로 통하는 남천아파트 살인사건의 진범
- 양주호 : 구민용 역 - 남천아파트 살인사건 수사 담당 경찰
- 조이행
- 곽민준
- 류성록 : 정남수 일병 역 - 목함지뢰 폭발사고로 순직
- 유인환 : 최두식 병장 역 - 목함지뢰 폭발사고 목격자
- 이종화 : 이성우 소위 역
- 정은표 : 정부선 역 - 정남수 일병의 아버지
- 조완기 : 이정완 역 - 미래자동차 해고자 노조원
- 김영재 : 김원석 역 - 미래자동차 사측 노조원
- 백승철 : 최영진 역 - 미래자동차 사측 노조원
- 조덕현 : 민덕현 역 - 미래자동차 다자인 총괄이사. 노사 분규의 총 책임자
- 강승완 : 최혁곤 역 - 미래자동차 경비 용역팀장
- 윤복성 : 성제중 역 - 미래자동차 관할경찰서 서장
- 이우주 : 김세웅 역 - 원석아들
- 이승우 : 이승후 역 - 정완아들
- 강지우 : 최씨딸 역
- 최홍일 : 정광태 역 - 경위, 신고받고 출동한 경찰
- 백준현 : 수의사 역
- 김우린 : 비서 역
- 정수한
- 한재하 : 한광호 역
- 신서현 : 김다희 역
- 한규원

### 특별출연
- 이경영 : 김부철 역 - 국방부 장관
- 전노민 : 이정수 역 - 10군단장. 이성우 소위의 아버지
- 김강현 : 우태선 역 - 인권 변호사
- 이수민 : 미래 역 - 아동복지시설 '늘푸름원' 원생

## 시청률
최저 시청률과 최고 시청률은 시청률 조사회사와 지역별로 시청률에 차이가 있을 수 있습니다.
| 2019년      | 2019년      | 2019년         | 2019년       |
| 회차        | 방송일      | AGB 시청률     | AGB 시청률   |
| 회차        | 방송일      | 대한민국(전국) | 서울(수도권) |
| ----------- | ----------- | -------------- | ------------ |
| 제1회       | 9월 18일    | 1.207%         | 1.276%       |
| 제2회       | 9월 19일    | 1.300%         | %            |
| 제3회       | 9월 25일    | 1.180%         | 1.460%       |
| 제4회       | 9월 26일    | 1.057%         | 1.427%       |
| 제5회       | 10월 2일    | 0.813%         | %            |
| 제6회       | 10월 3일    | 0.800%         | %            |
| 제7회       | 10월 9일    | 0.819%         | %            |
| 제8회       | 10월 10일   | 0.892%         | %            |
| 제9회       | 10월 16일   | 0.6%           | %            |
| 제10회      | 10월 17일   | 0.4%           | %            |
| 제11회      | 10월 23일   | 0.9%           | %            |
| 제12회      | 10월 24일   | 0.909%         | 1.372%       |
| 제13회      | 10월 30일   | 0.8%           | %            |
| 제14회      | 10월 31일   | 1.091%         | %            |
| 평균 시청률 | 평균 시청률 | %              | %            |

## 같이 보기
- 대한민국의 텔레비전 드라마 목록 (ㄷ)
- 2019년 대한민국의 텔레비전 드라마 목록

## 참고 사항
- 몇몇 배우들은 전날 / 훗날 빌런 역할로 큰 재회를 얻게 된다. 택시운전사 + 늑대사냥 최귀화[2], 잘 키운 딸 하나 + 그 여자의 바다 김주영[3], 돌아온 복단지 이주우[4], 불어라 미풍아 장혁진[5], 범죄도시3 한규원[6], 다시 시작해 + 세 번째 결혼 전노민[7].